# Bizz Nizz
Bizz Nizz fue una banda musical belga de eurodance y new beat que tuvo gran éxito en la década de 1990.

## Historia
Bizz Nizz fue una banda formada en 1989 por el productor belga Jean-Paul DeCoster. Su primer sencillo fue We're Gonna Catch You! que tuvo alta rotación en radios y clubes bailables.
Ese mismo año edita otro sencillo junto con Peter Neefs, Don't Miss the Partyline que ocuparía el puesto número 7 del ranking británico. Las remezclas fueron hechas por el productor belga Phil Wilde quien tiempo más tarde se asociaría con DeCoster para formar 2 Unlimited.
Bizz Nizz graba en 1991 el sencillo Get into Trance y aunque fue exitoso tardarían 5 años en editar otro sencillo.

## Discografía

### Sencillos
- 1989: "We're Gonna Catch You!"  (Byte Records)
- 1989: "Don't Miss The Party Line"  (Byte Records)
- 1991: "Get Into Trance"  (Byte Records)
- 1996: "Dabadabiaboo" 	(Byte Records)
- 1997: "Party People"  (Byte Records)
- 1998: "Get Up And Boogie" (Byte Records)